# 菲耶梅山脈

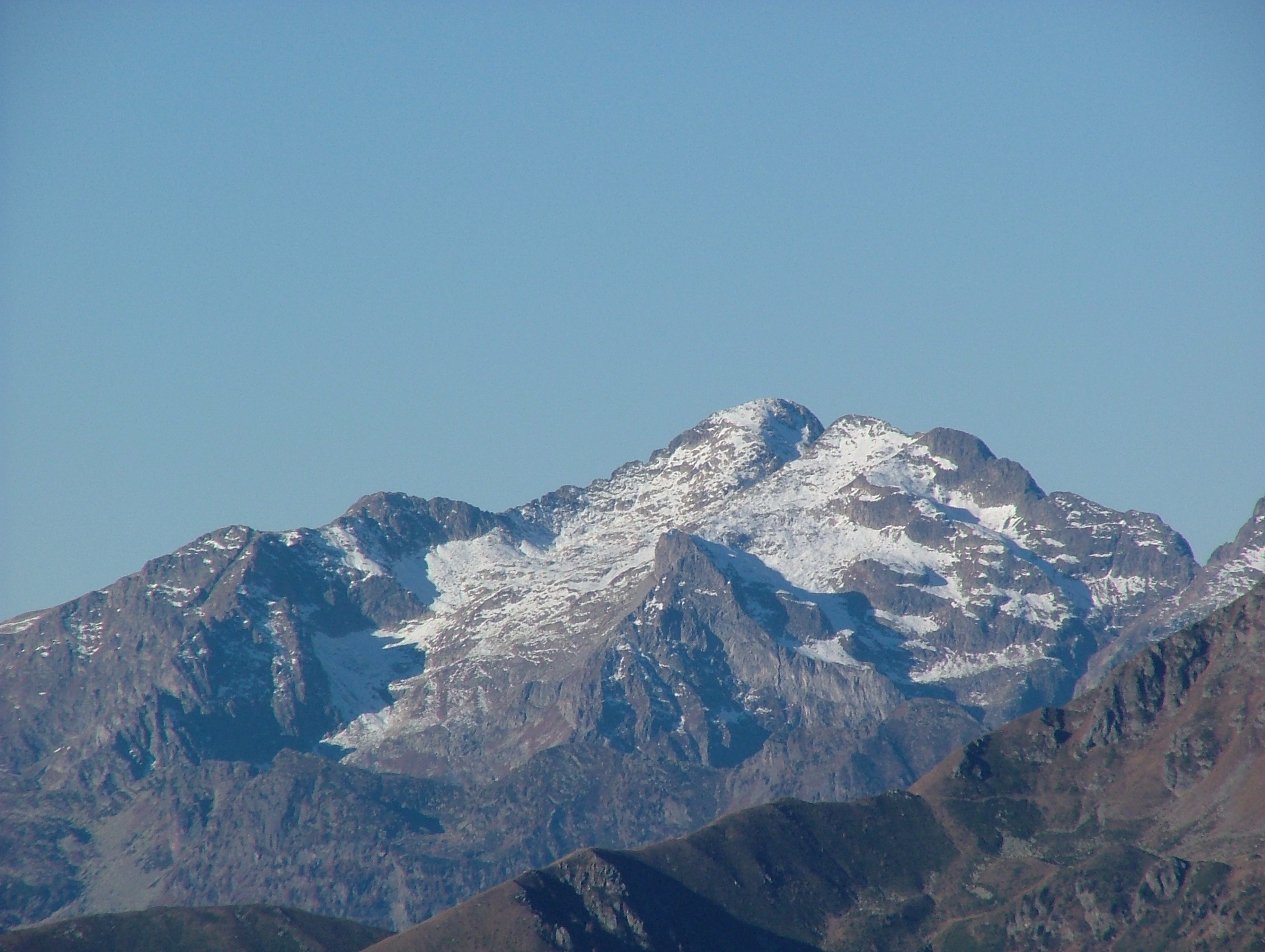

菲耶梅山脈（義大利語：Dolomiti di Fiemme）是意大利的山脈，位於該國北部，由特倫蒂諾-上阿迪傑負責管轄，是南石灰岩山脉的一部分，最高點海拔高度2,847米，山體由沉積岩和火成岩組成。